# Dichapetalum heudelotii
Dichapetalum heudelotii är en tvåhjärtbladig växtart som först beskrevs av Jules Émile Planchon och Daniel Oliver, och fick sitt nu gällande namn av Henri Ernest Baillon. Dichapetalum heudelotii ingår i släktet Dichapetalum och familjen Dichapetalaceae.

## Underarter
Arten delas in i följande underarter:
- D. h. hispidum
- D. h. longitubulosum
- D. h. ndongense